# Paul Story
Paul Story ist ein australischer Filmtechniker für Visuelle Effekte.

## Karriere
Story begann seine Filmkarriere 1996 als „Rotoscope Artist“ bei Wētā Digital für den Film The Frighteners von Peter Jackson. Danach arbeitete er an Der Herr der Ringe: Die Gefährten und an der Gestaltung von Skelett und Muskulatur von Gollum. Auch die weiteren Herr-der-Ringe-Filme begleitete er als Supervisor für Visuelle Effekte. In den nächsten Jahren war er bei über 30 Blockbusterfilmen beschäftigt. Für seine Arbeit gewann er mehrfach den VES- und Annie Award. Im Jahr 2014 kam er erstmals mit Planet der Affen: Revolution in Berührung, wofür er mehrfach ausgezeichnet wurde. Zuletzt arbeitete er 2024 an Planet der Affen: New Kingdom von Regisseur Wes Ball. Für seine Arbeit wurde er vielfach nominiert, so bei der Oscarverleihung 2025 zusammen mit Erik Winquist, Rodney Burke und Stephen Unterfranz in der Kategorie Beste visuelle Effekte. Gegenüber Forbes gab er an, dass besonders die Animation des Affenfells und der Gesichtsausdrücke eine Herausforderung gewesen seien.

## Filmografie (Auswahl)
- 1996: The Frighteners
- 2001: Der Herr der Ringe: Die Gefährten
- 2002: Der Herr der Ringe: Die zwei Türme
- 2003: Der Herr der Ringe: Die Rückkehr des Königs
- 2004: I, Robot
- 2005: King Kong
- 2007: X-Men: Der letzte Widerstand
- 2007: Fantastic Four: Rise of the Silver Surfer
- 2007: Mein Freund, der Wasserdrache
- 2007: For Travelers – Snowball
- 2008: Die Chroniken von Narnia: Prinz Kaspian von Narnia
- 2008: Der Tag, an dem die Erde stillstand (Animator)
- 2009: In meinem Himmel
- 2009: Avatar – Aufbruch nach Pandora
- 2010: The Warrior’s Way
- 2011: Good for Notthing
- 2011: Die Abenteuer von Tim und Struppi – Das Geheimnis der Einhorn
- 2012: Der Hobbit: Eine unerwartete Reise
- 2013: Iron Man 3
- 2014: Planet der Affen: Revolution
- 2016: The Jungle Book
- 2017: Valerian – Die Stadt der tausend Planeten
- 2018: Avengers: Infinity War
- 2019: Gemini Man
- 2019: Jumanji: The Next Level
- 2022: Black Adam
- 2023: Guardians of the Galaxy Vol. 3
- 2024: Planet der Affen: New Kingdom

## Auszeichnungen (Auswahl)
- 2007: VES Award in der Kategorie Beste visuelle Effekte in einer Werbung für For Travelers – Snowball
- 2015: VES Award in der Kategorie Herausragende Darstellung einer animierten Figur in einem fotorealistischen Film für Planet der Affen: Revolution
- 2015: Annie Award in der Kategorie Herausragende Charakteranimation in einem Spielfilm für Planet der Affen: Revolution
- 2017: VES Award in der Kategorie Herausragende Animation in einem fotorealistischen Film für The Jungle Book
- 2018: HPA Award in der Kategorie Beste visuelle Effekte für Avengers: Infinity War
- 2019: VES Award in der Kategorie Herausragende Animation in einem fotorealistischen Film für Avengers: Infinity War
- 2020: VES-Award-Nominierung in der Kategorie Herausragende Animation in einem fotorealistischen Film für Gemini Man
- 2025: VES-Award-Nominierung in der Kategorie Herausragende visuelle Effekte in einem fotorealistischen Film für Planet der Affen: New Kingdom[6]
- 2025: Satellite-Award-Nominierung in der Kategorie Beste visuelle Effekte für Planet der Affen: New Kingdom
- 2025: Critics’-Choice-Movie-Award-Nominierung in der Kategorie Beste visuelle Effekte für Planet der Affen: New Kingdom
- 2025: BAFTA-Nominierung in der Kategorie Beste visuelle Effekte für Planet der Affen: New Kingdom
- 2025: Saturn-Award-Nominierung in der Kategorie Beste visuelle Effekte für Planet der Affen: New Kingdom
- 2025: Oscar-Nominierung in der Kategorie Beste visuelle Effekte für Planet der Affen: New Kingdom